# Станчева, Паулина
Паулина Станчева (болг. Паулина Станчева, 31 января 1907, Бургас — 12 июля 1991, София) — болгарская детская писательница и поэтесса.

## Биография
Родилась в семье механика.
Первый рассказ написала во время учёбы в гимназии. Публиковаться начала в студенческом журнале «Копнежи» с 1926.
С 1942 жила в Софии, где в 1945—1950 была редактором журнала «Женщина сегодня» («Жената днес»). Позже с 1951 по 1956 работала редактором и руководителем отдела Болгарского национального радио, сотрудничала со многими болгарскими газетами.
Член Союза болгарских писателей.

## Избранные произведения
- Дни и нощи (стихи, 1934)
- Затишие (стихи, 1937)
- Горско училище (стихи, 1946)
- Младост (стихи, 1949)
- Марийкината рокличка (поэма, 1953)
- Нови жени (очерки, 1953)
- Прозорец с гълъби (стихи, 1961)
- Умница: Разкази за малкото Ани (сборник рассказов, 1962)
- Момчето с котвата (сборник рассказов, 1964)
- Денят е дълъг (стихи, 1965)
- Новата червена шапчица (сказка, 1965)
- Двете братчета и Суска (поэма, 1966)
- Момчето и кучето (поэма для детей, 1966)
- Хора и ветрове (сборник рассказов, 1966)
- Близо половин столетие (очерк, 1967)
- Д’Артанян се връща победител. Граничарска повест (1969, 1984)
- Пламъци от големия огън (очерки, 1969)
- Слънце за зимата (стихи, 1970)
- Още съм жива (документальная повесть, 1971)
- Снежният човек с доброто сърце (сказка, 1973)
- Весели пътеки (1976)
- Брегове (стихи, 1977)
- Златната петорка (1978)
- Да живее зеленият цвят (1980)
- Шарено детство (сборник рассказов, 1981, 1987)
- Приказка за близнаците (сказка, 1981)
- Приказки за Катеринка" (сказка, 1982)
- Сезони на душата (очерки, 1984)
- Моите безброй приятели (1985)
- Гълъбово небе (стихи, 1985),
- Немирното облаче (1986)
- Сам между мама и татко (1986)
- Коронясано дърво (стихи, 1987)
- Изненадите продължават (повести и сказки, 1987)
- Море и суша (стихи, 1988)
- Момчето с хубавото име (сборник рассказов)
- Отлитане на лястовиците (неопубликуваные произведения, посмертно, 2012).

## Награды
- Орден Народной Республики Болгария II степени (1977)[1].
- Почетный гражданин г. Бургаса (1977).
- Лауреат литературной премии им. Петко Р. Славейкова (Министерства просвещения БНР (1986)).